# Вл. Гаков
Михайло Андрійович Ковальчук (псевдонім — Вл. Гаков) — російський публіцист, перекладач та критик фантастики.

## Біографія
Народився в Казані. Закінчив Московський державний університет за спеціальністю «Теоретична фізика». Керував Клубом любителей фантастики МДУ. Працював у різних Науково-дослідницьких інститутах, а також займався редакцією журналу «Наука і релігія». Був членом Ради по пригодницькій літературі Спілки письменників СРСР. З 1984 по 1990 роки - член Спілки журналістів СРСР. З 1989 року - професійний літератор. У 1990 році викладав курс фантастичних факультетів у Центральному мікіганському університеті в Маунт-Плезанні (США), а потім - у двох московських університетах.

## Історія псевдоніма
Спочатку під псевдонімом Володимир Гаков друкувалося три автора: Володимир Гопман, Андрій Гаврилов і Михайло Ковальчук, проте потім залишився тільки один - Михайло Ковальчук - який і скоротив псевдонім до Вл. Гаков. Ковальчук також друкувався під псевдонімами Михайло Андрєєв і Михайло Ковальов.

## Творчість
Як критик фантастики дебютував в 1976 році, опублікувавши рецензію «Два "штриха" до знайомого портрета» на збірку Рея Бредбері «Р - значить ракета».
Є автором статей про радянську фантастику для «Енциклопедії фантастики» під редакцією Пітера Ніколса (1993), антології «Фантастика Століття» (1995), «XX століття. Хроніка людства »(2002) та інших, а також передмов до збірок фантастики і численних статей з фантастики. Книги Вл. Гакова перекладалися багатьма мовами світу і видавалися в США, Німеччині, Швеції. На сьогоднішній день він є великим фахівцем з російської і зарубіжної фантастики. Читав лекції з фантастикознавства та викладав дотичні фантастики курси у США. Також Гаковим опублікував сотні статей і рецензій, присвячених як історії і окремим аспектам фантастичної літератури, так і творчості окремих авторів. За його редакцією вийшла перша і єдина в Росії «Енциклопедія фантастики. Хто є хто »(1995), в якій він був і редактором-укладачем і автором більшості статей. Його перу також належать кілька перекладів зарубіжної фантастичної критики, а також оповідання Рея Бредбері «Ізгої». Крім того, Гаков є автором декількох науково-фантастичних оповідань.

### Книги
- 1980 — Виток спіралі. Зарубіжна фантастика 60-70-х рр.
- 1983 — Чотири подорожі на машині часу
- 1987 — Темна вода во облацех…
- 1989 — Ультиматум. Ядерна війна и безядерний світ в фантазіях і реальності
- 1995 — Фантастика століття
- 2002 — XX століття. Хроніка людства
- Фантастична доля фантастичних книжок (не опублікована)
- 2007 — Життя вдалось? Як жили, скільки та на чому заробляли, скільки та на що витрачали «старі росіяни»
- 2009 — Сто історій про великі гроші

### Укладач збірок
- 1977 — Весна світу (Швеція, в 1981 году вийшла в США)
- 1979 — Збірник наукової фантастики. Випуск 21
- 1980 — Наукова фантастика
- 1985 — Наукова фантастика (2-га ред.)
- 1990 — Інше небо
- 1992 — День гніву
- 1992 — Нескінечна гра

## Нагороди та звання
- 1977 — Нагорода імені Жюля Верна — за антологію радянської наукової фантастики «Весна світу»
- 1982 — премія «Велике Кільце» за вклад в фантастику
- 1997 — Меморіальна нагорода імені В. І. Бугрова колективу авторів «Енциклопедії фантастики»
- 1998 — номінація на премію «Інтерпрескон» за цикл статей з історії американської фантастики